# Polyclinum circulatum
Polyclinum circulatum is een zakpijpensoort uit de familie van de Polyclinidae. De wetenschappelijke naam van de soort is voor het eerst geldig gepubliceerd in 1980 door Jensen.